# Lilltjärnen (Arvidsjaurs socken, Lappland, 728407-165625)
Lilltjärnen är en sjö i Arvidsjaurs kommun i Lappland och ingår i Byskeälvens huvudavrinningsområde.